# Gerhard Thyben
Gerhard Thyben (24 de fevereiro de 1922 - 4 de setembro de 2006) foi um piloto alemão da Luftwaffe durante a Segunda Guerra Mundial. Voou 385 missões de combate, nas quais abateu 157 aeronaves inimigas, o que fez dele um ás da aviação.